# Alfred Pechau
Alfred Pechau (* 23. Dezember 1921 in Bergen bei Magdeburg; † 12. Juli 2008 in Berlin) war ein deutscher Komponist und Musiker.

## Leben
Von 1936 bis 1940 erhielt Alfred Pechau eine Musikausbildung in Klarinette und Saxophon bei Musikdirektor Erich Banse (Stadtpfeifer) in Rätzlingen (Altmark). Pechau war anschließend Musiker bei der Luftwaffe und später langjähriger Musiker beim Zentralen Orchester der Nationalen Volksarmee. Die bekannteste Komposition Pechaus ist der Brandenburger Präsentiermarsch, der sowohl als Präsentiermarsch für die Nationale Volksarmee als auch gleichzeitig für deren Landstreitkräfte diente.

## Werke

### Werke für Blasorchester
- In Reih und Glied (Marsch)
- Brandenburger Präsentiermarsch (Präsentiermarsch der NVA)
- Parademarsch der NVA Nr. 2